# 内罗毕国际船舶残骸清除公约
内罗毕国际船舶残骸清除公约（英語：Nairobi International Convention on the Removal of Wrecks）是2007年国际海事组织制订的国际公约。公约订于肯尼亚内罗毕，于2015年4月14日生效，保存人是国际海事组织秘书长。该公约主要涉及各国领海外沉船的清除问题。

## 背景
各缔约国意识到残骸若不予以清除，可能对航行或海洋环境造成危害这一事实；确信有必要通过统一的国际规则和程序，以确保残骸及时有效的清除和所涉及费用的赔付；注意到许多残骸可能位于包括领海的各国领土内；认识到在规范清除危险残骸的责任和义务的法律制度方面，可通过其统一获得益处，鉴及《联合国海洋法公约》，达成协议，制订该公约。

## 内容
公约对残骸的报告、定位、标记，危害的确定，便利残骸清除的措施，责任及其免除，强制保险等做了规定。